# Lygropia rivulalis
Lygropia rivulalis là một loài bướm đêm trong họ Crambidae.